# Tuần hà pháo
Tuần hà pháo hay Pháo tuần hà (Trung quốc gọi là 巡河炮) là một nước đi khai cuộc của Cờ tướng, nước đi này người chơi sẽ di chuyển quân Pháo lên tuyến hà của mình (Pháo 2 tiến 2 hoặc Pháo 8 tiến 2), quân pháo tuần hà sẽ là quân chiến lược để kiểm soát đường ngang trên sông.

## Các nước biến

### Thế trận Tuần hà pháo
Bố trí các quan tiếp theo sau khi đi Pháo tuần hà

### Thế trận đối tuần hà pháo
Các nước đối phó với khai cuộc Tuần hà pháo